# Намци
Намци (рус. Намцы) село и административни центар Намског рејона у централном делу Јакутије.
Насеље Намци је једано од најстаријих насеља Јакутије. Верује се да носи име самог оснивача насеља Нам-Баја, који је живео на прелазу XVI-XVII века.
Смештено је у централној Јакутији, на левој обали реке Лене, у њеној долини Енсиели. Удаљеност до града Јакутска је 84 км копном. Насеље је седиште Намског рејона, али и један од значајних привредних и културних насеља у Ленском басену.
Насеље је у Јакутији познато је по производњи меса, млека и по шумарству. Ту се налази и културни центар, колеџ за обуку наставника, историјски и етнографски музеј, школе (основне и средње), те музичке и спортске школе, здравствене установе и трговински и потрошачки центри.
Насеље има 9.130 становника (2013).

## Становништво
| 1959. | 1970. | 1979. | 1989. | 2002. | 2010. |
| ----- | ----- | ----- | ----- | ----- | ----- |
| 2.810 | 4.484 | 5.167 | 6.631 | 8.249 | 8.890 |